# Свен Андерссон (футболіст, 1907)
Свен А́ндерссон (швед. Sven Andersson; нар. 14 лютого 1907, Стокгольм — пом. 30 травня 1981, Стокгольм) — шведський футболіст, захисник.

## Клубна кар'єра
У дорослому футболі дебютував 1928 року виступами за команду клубу АІК, кольори якої і захищав протягом усієї своєї кар'єри гравця, що тривала тринадцять років.
Помер 30 травня 1981 року на 75-му році життя у Стокгольмі.

## Виступи за збірну
1930 року дебютував в офіційних матчах у складі національної збірної Швеції. Протягом кар'єри у національній команді, яка тривала 9 років, провів у формі головної команди країни 27 матчів, забивши 3 голи.
У складі збірної був учасником чемпіонату світу 1934 року, що проходив в Італії.